# Lobelia filicaulis
Lobelia filicaulis är en klockväxtart som först beskrevs av Karel Presl, och fick sitt nu gällande namn av Selmar Schönland. Lobelia filicaulis ingår i släktet lobelior, och familjen klockväxter. Inga underarter finns listade i Catalogue of Life.